# ザ・シングルズ '81-'85
ザ・シングルズ '81-'85 (The Singles 81→85)はイギリスのシンセポップバンド、デペッシュ・モードがリリースしたベスト・アルバム。1985年10月14日。1981年から1985年までにバンドがリリースしたシングル曲を網羅した。アルバムは1998年に装いも新たに再発売され、2曲のボーナス・トラックを追加収録した。

## 収録曲

### LP
A面
1. ドリーミング・オブ・ミー / Dreaming of Me - 3:46
2. ニュー・ライフ / New Life - 3:45
3. ジャスト・キャント・ゲット・イナフ / Just Can't Get Enough - 3:44
4. シー・ユー / See You - 3:57
5. リーヴ・イン・サイレンス / Leave in Silence - 4:02
6. ゲット・ザ・バランス・ライト！ / Get the Balance Right! - 3:15
7. エヴリシング・カウンツ / Everything Counts - 3:59

B面
1. ラヴ・イン・イットセルフ / Love, in Itself - 4:00
2. ピープル・アー・ピープル / People Are People - 3:46
3. マスター・アンド・サーヴァント / Master and Servant - 3:47
4. ブラスフェマス・ルーモアズ / Brasphemous Rumours - 6:21
5. シェイク・ザ・ディジーズ / Shake the Disease - 4:49
6. イッツ・コールド・ア・ハート / It's Called a Heart - 3:51

### CD
1. ドリーミング・オブ・ミー / Dreaming of Me - 3:46
2. ニュー・ライフ / New Life - 3:45
3. ジャスト・キャント・ゲット・イナフ / Just Can't Get Enough - 3:44
4. シー・ユー / See You - 3:57
5. ザ・ミーニング・オブ・ラヴ / The Meaning of Love - 3:05
6. リーヴ・イン・サイレンス / Leave in Silence - 4:02
7. ゲット・ザ・バランス・ライト！ / Get the Balance Right! - 3:15
8. エヴリシング・カウンツ / Everything Counts - 3:59
9. ラヴ・イン・イットセルフ / Love, in Itself - 4:00
10. ピープル・アー・ピープル / People Are People - 3:46
11. マスター・アンド・サーヴァント / Master and Servant - 3:47
12. ブラスフェマス・ルーモアズ / Brasphemous Rumours - 6:21
13. サムバディ / Somebody - 4:22
14. シェイク・ザ・ディジーズ / Shake the Disease - 4:49
15. イッツ・コールド・ア・ハート / It's Called a Heart - 3:51

### 1998年リイシュー版
1. Photographic (Some Bizzare version) - 3:13
2. Just Can't Get Enough (Schizo mix) - 6:46